# Hakea costata
Hakea costata (лат.) — кустарник, вид рода Хакея (Hakea) семейства Протейные (Proteaceae), произрастающий в Западной Австралии. Небольшой многоствольный кустарник с красивыми розовыми или белыми кистевидными цветками, богатыми нектаром, цветёт с июля по октябрь.

## Ботаническое описание
Hakea costata — прямостоячий кустарник высотой 0,3-2 м. При цветении более мелкие ветви густо покрыты длинными мягкими прямыми волосками. Листья меняются в зависимости от того, где они появляются на кустарнике. Рядом с цветами листья в основном линейные, жёсткие и треугольные в поперечном сечении длиной от 8 до 16 мм и шириной от 1 до 2,5 мм. Листья же, расположенные под цветами, плоские, от узкой яйцевидной до овальной формы шириной от 2 до 5 мм. На верхней поверхности листьев нет явных прожилок, тогда как на нижней стороне видна срединная жилка. Соцветие имеет 8-12 душистых белых или розовых цветков в кистях длиной 8–16 см, появляющихся в пазухах листьев с июля по октябрь. Околоцветник кремово-белый, пестик длиной от 6 до 9 мм. Маленькие плоды прикреплены к стеблю без стебля, более или менее яйцевидной формы, длиной 0,9–1 см и шириной 0,6–0,8 мм, слегка изогнутой и заканчивающейся коротким клювом. Поверхность плода гладкая или слегка бородавчатая. Чёрно-коричневые семена имеют относительно эллиптическую форму с широким крылом с одной стороны и более узким крылом с другой.

## Таксономия
Вид Hakea costata был описан швейцарским ботаником Карлом Мейсснером в 1845 году в книге Иоганна Георга Христиана Лемана «Plantae Preissianae». Видовой эпитет — от латинского costatus, означающего «ребристый», что относится к продольной ребристости листьев.

## Распространение и местообитание
H. costata эндемична для области вдоль западного побережья в округах Уитбелт и Средне-Западный Западной Австралии, от Калбарри на севере до Янчепа на юге. Растёт на песчаных почвах над известняком или латеритом.